# رکن یمانی
رکن یمانی یا رکن جنوبی در زاویه جنوبی خانه کعبه قرار دارد و تقریباً مقابل کشور «یمن» و قبل از رکن حجرالاسود می‌باشد.
فاصله آن تا رکن اسود ۵۲/ ۱۱ متر است.

## مغایر بودن رنگ
علت مغایر بودن رنگ این قسمت با بقیه خانه کعبه اینست که، در کتاب تاریخی: التاریخ القویم لمکة و بیت الله الکریم آمده که ساختن سنگ قسمت رکن یمانی برمیگردد به زمان عبدالله ابن زبیر و تا امروز باقیمانده، و هر کسی که ساختن کعبه را بازسازی می‌کرده این قسمت را دست نزده باقی گذاشته، و در سال ۱۰۴۰ هجری در زمان سلطان مراد چهارم که خانه کعبه را بازسازی کرد، گوشه ای از این رکن یمانی (که از قدیم تا آن زمان دست نخورده بوده) شکست، لذا آن قسمت را برای جلوگیری از ریزش و از بین رفتن با سرب گداخته پر کرد، و در زمان فاطمیین آن قسمت با میخ‌کاری مستحکمتر شد. پس این رنگ مختلفی که در رکن یمانی هست در واقع فلز سرب می‌باشد که با مسح زیاد مردم و با تغییرات آب و هوا دچار تغییر شده

## اهمیت رکن یمانی
روایات زیادی از شیعه و اهل سنت دربارهٔ فضیلت و اهمیت این رکن نقل شده‌است. به گفته رسول جعفریان، بنابر مشهور محلی که برای فاطمه بنت اسد شکافته شد تا به درون کعبه رود و فرزندش امیرالمؤمنین مولا علی ابن ابی طالب حیدر کرار را به دنیا آورد، کنار رکن یمانی بوده‌است. این یکی از اعجازهای ولادت علی ابن ابی طالب است که مورد تایید شیعیان است.
- در روایات بر استلام آن تأکید شده‌است.[۴]
- رکن یمانی از اماکنی است که دعا در آنجا به اجابت می‌رسد.[۵]
- جبرئیل به این مقام آمده‌است.
- رکن یمانی باب بهشت است.[۶]
- یزید بن قعنب می‌گوید: … دیدم دیوار پشت کعبه (رکن یمانی) شکافت و فاطمه بنت اسد که به علی حامله بود و نُه ماه از مدت حملش می‌گذشت وارد کعبه شد و از چشمان ما ناپدید گشت و دیوار به هم چسبید. برخاستیم که قفل در خانه‌کعبه را باز کنیم، قفل باز نشد، دانستیم که این رویداد به فرمان خدا رخ داده‌است.[۷][۸][۹][۱۰][۱۱][۱۲]